# Hélène Martin
Pour les articles homonymes, voir Martin.
Hélène Martin, née le 10 décembre 1928 à Paris et morte le 21 février 2021 à Cordemais (Loire-Atlantique), est une chanteuse française, également auteure-compositrice-interprète. Elle a consacré sa carrière à la mise en musique et à l'interprétation de la poésie.

## Biographie
Hélène Martin fait ses débuts à Paris dans les cabarets de la rive gauche, notamment à La Colombe, où sa voix chaude d'alto fait merveille. Elle enregistre, dès 1956, simplement accompagnée de sa guitare. En 1962, elle commence à mettre en musique des poèmes de Jean Genet, dont elle reçoit les encouragements. Sur une proposition de Jean Vilar, elle monte au Festival d'Avignon de 1966 le spectacle Terres mutilées, sur des textes de René Char, avec Roger Blin, Francesca Solleville, Bachir Touré. Elle installe sa maison de production, les disques du Cavalier, à Viens, dans le Vaucluse, en 1970.
Sa longue amitié avec Louis Aragon et avec Jean Giono nous vaut des adaptations de leurs poèmes en chansons, en 1971 notamment, et des émissions de télévision sur leur œuvre (dont une adaptation de Jean le Bleu). Aragon lui fait rencontrer le poète chilien Pablo Neruda, et en 1975 paraît son interprétation de l'Élégie à Pablo Neruda.
Parmi ses autres poètes de prédilection, on compte Audiberti, Colette, Lucienne Desnoues, Paul Éluard, Luc Bérimont, Eugène Guillevic, Louise Labé, Queneau, Seghers, Supervielle, Soupault, Jean Mogin… Elle reprend aussi des chansons de Léo Ferré ou Gilles Vigneault.
Philippe Soupault lui rend hommage dans une monographie publiée en 1974, Hélène Martin, aux éditions Seghers.
En 1976, elle monte Chansons/roman au Carré Silvia Monfort. Après un spectacle sur Georges Braque au Centre Pompidou en 1982, elle adapte à la scène Le Condamné à mort de Jean Genet en 1984, sous forme d'opéra-poème, au théâtre Romain-Rolland de Villejuif. Son engagement féministe s'affirme dans son album Liberté femme (1972-1990) et dans la réalisation d'une série de sept émissions sur la contraception (Le Choix).
Productrice des disques du Cavalier, elle crée également des concerts et des spectacles musicaux, des émissions radiophoniques et télévisuelles. Elle réalise pour la télévision la série Plain-Chant, consacrée aux portraits de poètes.
Étienne Daho reprend en concert la mise en musique d'Hélène Martin de « Sur mon cou » de Jean Genet (extrait du Condamné à mort), qu'il enregistre en 1998.
En 1999, elle enregistre un nouvel album, La Douceur du bagne, sur des poèmes de Michel-Ange, Artaud, Rimbaud, Fargue, Claude Roy ou encore François Villon.
En 2009, Hélène Martin est invitée à se produire au théâtre des Bouffes-du-Nord dans le cadre du festival Hommage à l'âge.
L'année suivante sort Voyage en Hélènie, un coffret de treize CD retraçant sa carrière.
Elle meurt à l'âge de 92 ans le 21 février 2021 à Cordemais, en Loire-Atlantique, où elle est inhumée.

## Discographie

### Discographie LP (sélective)
- Hélène Martin, vol. 1. Select M 298.040, BAM, sans date (reprise en LP 33 tours du 25 cm Récital no 1, BAM LD 381, 1961). « Chanson noire » (Aragon, H. Martin), « Je voyage bien peu... » (J. Cocteau, H. Martin), « Les statues » (H. Martin), « Le petit bois » (J. Supervielle, H. Martin), « Hommage à la vie » (J. Supervielle, H. Martin), « Amour d'Elsa » (Aragon, H. Martin), « Anthologie » (René-Guy Cadou, H. Martin), « La nuit » (H. Martin), « Enfance » (P. Gilson, H. Martin), « La chanson de la plus haute tour » (Arthur Rimbaud, H. Martin).
- Hélène Martin, accompagnée par Franck Aussman et son orchestre, L'oiseau de paradis. Barclay CBLP 2024, sans date. « L'oiseau de paradis » (E. Marnay, Peou Sipho), « Cherche la rose » (R. Rouzaud, H. Salvador), L'amour ne finira pas (H. Martin, F. Olivia), « La nuit va commencer » (B. Vian, H. Salvador), « Bêtise de Cambrai » (H. Martin), « Ne me parlez pas » (H. Martin), « Paris par cœur » (J. Bodiney,J. Ferrat), « L'amour est venu » (M. Alyn, H. Martin), « Qu'as-tu mon cœur » (Ch. Guitrau), « Il y avait tant de muguet » (R. M. Moulin, H. Martin).
- Hélène Martin, Le Condamné à mort, La Boîte à musique, C500T, 1968.
- Hélène Martin, Chante mes amis, mes amours. Disques du Cavalier, HLD 04, 1968.
- Hélène Martin chante Hélène Martin. Les disques du Cavalier, LM 240, 2 versions, 1969 et 1971. « À l'abri de moi » (musique J.-F Gaël), « Juin-des-Oiseaux », « Paris, la belle affaire ! », « Chanson pour ma chienne », « Le Père », « Chanson des villes », « Dépêche-toi l'amour », « Vincent, « J'ai l'idée d'une idée », « Martin ».
- Hélène Martin / Marc Ogeret. Jean Genet, Le Condamné à mort, mis en musique par Hélène Martin, chanté par Marc Ogeret. Les disques du Cavalier, LM 940, 1970.
- Hélène Martin, Liberté Femme, Disques du Cavalier CVR LM 340, 1972 (Réédition CD chez EPM/ADES 1990).
- Hélène Martin, Nativité. Disques du Cavalier, LM 440, 1973.
- Hélène Martin / Jacques Marchais, Un jour viendra couleur orange, Disques du Cavalier, LM 85, 1973.
- Hélène Martin, Ici le temps... Les disques du Cavalier, LM 540, sans date. « Héléna », « Le petit air bovin », « L'adieu aux poètes », « Ça va, cavalier », « Lettre à quelques-uns », « La discordance », « Pierrot-la-chanson », « Un voyou pratique », « Les trois », « Un chant venu d'ailleurs », « Ici le temps ».
- Hélène Martin / Mireille Rivat, chantent Aragon, Élégie à Pablo Neruda. Testameno de otono. Les disques du Cavalier, Collection « Plain chant », FTL1-0096, 1975.

### Discographie CD
- 1990 : Liberté Femme, disque 33 tours, Éditeur Cavalier CVR LM 340, 1971 (Réédition CD chez EPM/ADES 1990).
- 1996 : Hélène Martin chante les poètes, EPM. Compilation de chansons enregistrées entre 1962 et 1983, avec la voix de Laurent Terzieff.
- 2000 : La Douceur du bagne, livre-disque, EPM, Le Castor astral.
- 2002 : Le Condamné à mort, chanté par Marc Ogeret, musique d'Hélène Martin, enregistré en 1970, EPM « poètes et chansons ».
- 2003 : Lucienne Desnoues, réédition, EPM « poètes et chansons ».
- 2006 : Jean Genet, Un chant d'amour, Buda Musique. Le deuxième disque présente des poèmes mis en musique par Hélène Martin, interprétés par Richard Armstrong et elle-même.
- 2006 : Va savoir, EPM.
- 2007 : Pablo Neruda, de la poésie à la lutte. Le quatrième disque présente L'Élégie à Pablo Neruda chantée par Hélène Martin.
- 2007 : Terres mutilées suivi de Dans mon pays, poèmes de René Char, 1968, réédité par EPM « Poésie ».
- 2008 : Journal d'une voix, Des femmes-Antoinette Fouque.

## Décoration
- Officier de l'ordre des Arts et des Lettres (1986)

## Récompenses
- Le prix du disque de l'Académie Charles-Cros, qui couronne :
  - une première fois en 1961, un de ses premiers 33 t
  - une seconde fois en 1973 : Hélène Martin/Fine Fleur
  - une troisième fois en 1980, le coffret « Hélène Martin chante les poètes ».
- Le grand prix de l'Académie du disque français pour « Mes amis mes amours »
- Le prix de l'Humour noir pour « Ballade de Bessie Smith »
- Le prix SACEM en 1986
- Le prix Odette Vargues (SACEM) pour l'ensemble de son œuvre en 1988
- Le prix Jacques Douai en 2009

## Filmographie

### Comme réalisatrice
- 1979 : Jean le Bleu, téléfilm

### Comme scénariste
- 1972 : Plain-chant, émission documentaire sur les poètes
- 1975 : Pilotes de courses, érie télévisée de Robert Guez
- 1979 : Jean le Bleu, téléfilm (et réalisatrice)

### Comme actrice
- 1977 : Pierrot la chanson, série télévisée d'Hervé Baslé et Jean Brard : Jeanne
- 1980 : Comme le temps passe, téléfilm d'Alain Levent